# Third Crater
Third Crater är ett berg i Antarktis. Det ligger i Östantarktis. Nya Zeeland gör anspråk på området. Toppen på Third Crater är 115 meter över havet.
Terrängen runt Third Crater är kuperad söderut, men österut är den platt. Havet är nära Third Crater åt nordväst. Trakten är glest befolkad. Närmaste befolkade plats är McMurdo Station, 5,3 kilometer söder om Third Crater. 